# میلر الکتریک
میلر الکتریک (انگلیسی: Miller Electric) شرکت الکترونیک آمریکایی است، که در سال ۱۹۲۹ تأسیس شد.